# 古德纽斯贝 (阿拉斯加州)
古德纽斯贝（英語：Goodnews Bay），是美国阿拉斯加州的一座城市。该市的人口在2000年为230人，2010年有243人。人口在阿拉斯加州排行第97。